# 95 (tal)
95 (nittiofem) är det naturliga talet som följer 94 och som följs av 96.
- Hexadecimala talsystemet: 5F
- Binärt: 1011111
- Primfaktoriseringen 5 · 19
- Delbarhet: 1, 5, 19, 95
- Summan av delarna: 120

## Inom matematiken
- 95 är ett udda tal.
- 95 är ett semiprimtal
- 95 är ett extraordinärt tal
- 95 är ett Thabittal
- 95 är ett hendekagontal
- 95 är ett hexagonalt pyramidtal
- 95 är ett aritmetiskt tal

## Inom vetenskapen
- Americium, atomnummer 95
- 95 Arethusa, en asteroid
- Messier 95, spiralgalax i Lejonet, Messiers katalog